# Pseudonortonia flavolineata
Pseudonortonia flavolineata är en stekelart som beskrevs av Giordani Soika 1983. Pseudonortonia flavolineata ingår i släktet Pseudonortonia och familjen Eumenidae. Inga underarter finns listade i Catalogue of Life.